# Boykinia lycoctonifolia
Boykinia lycoctonifolia là một loài thực vật có hoa trong họ Saxifragaceae. Loài này được (Maxim.) Engl. miêu tả khoa học đầu tiên năm 1890.